# Карпец, Владимир Игоревич
Влади́мир И́горевич Карпе́ц (12 декабря 1954, Ленинград, РСФСР — 27 января 2017, Москва, Россия) — советский и российский учёный-правовед, специалист по истории государства и права, истории политических учений, кандидат юридических наук, доцент; писатель, поэт, переводчик, публицист, режиссёр и сценарист, православный монархист.

## Биография
Родился в семье известного юриста, начальника Главного управления уголовного розыска МВД СССР, генерал-лейтенанта милиции, учёного-криминолога И. И. Карпеца (1921—1993). В 1962 году семья переехала на постоянное место жительства в Москву.
В 1977 году окончил юридический факультет МГИМО по специальности «Международное право», а также аспирантуру.
В 1981 году в Институте государства и права АН СССР защитил диссертацию на соискание учёной степени кандидата юридических наук по теме «Высшие органы государственной власти Испании».
Работал в Институте государства и права АН СССР.
В конце 1980-х годов выступил в качестве сценариста документального фильма «За други своя» (режиссёр — Вадим Виноградов). Также в качестве режиссёра снял видеофильм «Имя». Совместно с Григорием Кремневым (Николаевым) в 1991 году написал сценарий и снял фильм «Третий Рим». В 1992 году снял фильм «Ангел жатвы».
С 1996 года начал преподавать историю государства и права, историю политико-правовых учений и художественный перевод в ряде высших учебных заведений Москвы.
С 1998 года — доцент кафедры теории и истории права факультета права Высшей школы экономики.
Владел французским, испанским и английским языками. Перевёл сочинения Михаэля Майера, Юлиуса Эвола, Жана Парвулеску.
Член Союза писателей России.
Автор-колумнист газеты «Завтра», автор статей в единоверческой газете «Правда православия», в 2005—2007 годах — обозреватель православно-аналитического портала «Правая.ру».
Похоронен на Кунцевском кладбище.
Семья
Был женат, четверо детей.

## Взгляды
По вероисповеданию являлся старообрядцем-единоверцем. Прихожанин и член Приходского совета единоверческого храма Архангела Михаила в Михайловской Слободе. По политическим взглядам был монархистом.
Владимир Карпец предпринял попытку выстроить «арийскую» (гиперборейскую) генеалогию славян и царской власти. Автор самостоятельно интерпретировал археологические данные и писал, специалисты не могут их понять. Он утверждал, что Русь являлась православной ещё до прихода Рюрика, а славяне в первобытную эпоху составляли почти всё основное население Европы и были родственны с троянцам и этрускам. Карпец использовал ряд ненаучных источников, включая эзотерические, а также поддельную «фризскую» хронику «Ура-Линда». Очерки Карпеца помещены в приложениях к третьему изданию антологии Сергея Фомина «Россия перед Вторым пришествием».

## Награды и звания
- Диплом Патриарха Московского и всея Руси за третье место в номинации «Призвание» Международного фестиваля православных СМИ «Вера и слово»[2].
- Благодарственная грамота Управляющего делами Московской патриархии[5].
- Благодарность Высшей школы экономики (декабрь 2012)[3].

## Научные публикации
диссертация
- Карпец В. И. Высшие органы государственной власти Испании / АН СССР, Ин-т гос-ва и права. — Автореф. дис. ... канд. юрид. наук. — 1981. — 21 с.
- Карпец В. И. Высшие органы государственной власти Испании / АН СССР, Ин-т гос-ва и права. — Дис. … канд. юрид. наук: 12.00.02. — 1981. — 160 с. (оглавление)

монографии
- Развитие русского права в XV — первой половине XVII в. / В. В. Ермошин, Н. Н. Ефремова,  В. И. Карпец и др.; отв. ред.: В. С. Нерсесянц. — М.: Наука, 1986. — 288 с.
- Графский В. Г., Ефремова Н. Н., Карпец В. И. Институты самоуправления: историко-правовое исследование / отв. ред. Л. С. Мамут. — М.: Наука, 1995. — 301 с. (оглавление)

статьи
- Карпец В. И., Савин В. А. Новая конституция Испании // Советское государство и право : журнал. — 1979. — № 10. — С. 117—122.
- Карпец В. И. Новая конституция Испании // Социальное развитие и право / отв. ред. В. А. Патюлин. — М.: Изд-во ИГиП АН СССР, 1980. — С. 124—129. — 154 с.
- Карпец В. И. Символизм в политическом сознании: эпоха Московской Руси // Из истории развития политико-правовых идей / отв. ред. В. С. Нерсесянц. — М.: Изд-во ИГиП АН СССР, 1984. — С. 58—68. — 141 с.
- Карпец В. И. Верховная власть в России XVI—XVII вв. // Советское государство и право. — 1985. — № 9. — С. 108—114.
- Карпец В. И. Некоторые черты государственности и государственной идеологии Московской Руси. Идея верховной власти // Сб. науч. тр. ВЮЗИ. Развитие права и политико-правовой мысли в Моск. гос-ве / отв. ред. З. М. Черниловский. — М.: РИО ВЮЗИ, 1985. — С. 3—21. — 153 с.
- Карпец В. И. Соотношение централизации и местного управления в русском государстве XVI — начала XVII // Закономерности возникновения и развития политико-юридических идей и институтов / отв. ред. В. С. Нерсесянц. — М.: Изд-во ИГиП АН СССР, 1986. — С. 61—69. — 153 с.
- Карпец В. И. «Месторазвитие» и государственно-правовое реформирование // Парламентаризм: проблемы теории, истории, практики: Сб. науч. ст. к 60-летию заслуж. юриста РФ, д.ю.н., проф. Исакова Владимира Борисовича / Редкол.:  Ю. Г. Арзамасов, Е. Н. Салыгин, А. А. Сафонов, А. С. Туманова. — М.: Юрлитинформ, 2010. — С. 125—137. — 304 с.

## Научно-популярные публикации
книги
- Карпец В. И. Фёдор Глинка: Ист.-лит. очерк. — М.: Молодая гвардия, 1983. — 282 с.
- Карпец В. И. Муж отечестволюбивый: Ист.-лит. очерк: (О А. С. Шишкове). — М.: Молодая гвардия, 1987. — 96 с. — (Библиотека журнала ЦК ВЛКСМ "Молодая Гвардия"). — 75 000 экз.
- Карпец В. И. Русь, которая правила миром, или Русь Міровеева. — М.: Олма-Пресс, 2005. — 464 с. — (Мировая история. Цивилизации и Этносы). — 3000 экз. — ISBN 5-244-05137-1.
- Карпец В. И. Русь Меровингов и корень Рюрика. — М.: Алгоритм, Эксмо, 2006. — 512 с. — (Оклеветанная Русь). — 4000 экз. — ISBN 5-699-15634-8.
- Карпец В. И. Социал-монархизм. — М.: Евразийский Союз Молодежи, 2013.

статьи
- Карпец В. И. Военная доктрина и национальная идея // Политический журнал. — № 1. — 2007.
- Карпец В. И. Кризис международного права // Политический журнал. — № 2. — 2007.
- Карпец В. И. Социальное государство и социальное представительство // Политический журнал. — № 3. — 2007.
- Карпец В. И. Сокровища Земли и экономика «Ничто» (к метафизике сверхгосударства) // Политический журнал. — 2008. — № 2.
- Карпец В. И. Соборное государство // Политический журнал. — 2008. — № 5.
- Карпец В. И. Пророчества, которые взорвали Россию (из истории политико-правовой мысли времен церковного раскола) // Политический журнал. — 2008. — № 13.
- Карпец В. И. Первая утопия в России // Политический журнал. — 2008. — № 3.
- Карпец В. И. Идея Третьего Рима и понятие времени // Политический журнал. — 2008. — № 4.
- Карпец В. И. Воля и земство. Борьба с коррупцией в России (правовые традиции прошлого) // Политический журнал. — 2008. — № 9.
- Карпец В. И. Брак и Царство (к типологии Византийской Империи) // Политический журнал. — 2008. — № 1.
- Карпец В. И. Советская номенклатура, демократическая элита и кадры будущего // Политический журнал. — 2009. — № 1-2
- Карпец В. И. Кто загадывает «священные загадки» и как их разгадывать // De Aenigmate. О Тайне. Сборник научных трудов. — М.: КМК, 2015. — С. 85—151. — 520 с. — 3000 экз. — ISBN 978-5-9905832-8-3.
- Карпец В. И. Виндзоры против Рюриковичей // De Aenigmate. О Тайне. Сборник научных трудов. — М.: КМК, 2015. — С. 151—245. — 520 с. — 3000 экз. — ISBN 978-5-9905832-8-3.

## Фильмы
- Третий Рим, Россия, Наследие, 1991, цветной[1][6].
- Ангел жатвы, Россия, Центр творческой инициативы ЛО СФК, 1992, чëрно-белый, 50 мин[1][7].

## Художественные произведения
поэзия
- Карпец В. И. Свет над нами / Автобус из глубинки : стихи / Фокин В. Г. — М. : Современник, 1985. — 63 с. — (Книжки в книжке).
- Карпец В. И. Утро глубоко: Стихотворения, поэмы, повесть в стихах. — М.: Современник, 1989. — 109 с. — (Новинки «Современника»). — ISBN 5-270-00517-4.
- Карпец В. И. У врат незримого кремля: Стихотворения и поэмы, 1975-1995. — М.: Весть, 1995. — 48 с. — (Новые имена России). — ISBN 5-87575-008-2.

проза
- Карпец В. И. Любовь и кровь (начало) // Роман-газета. — 2011. — № 9. — С. 1—80.
- Карпец В. И. Любовь и кровь (окончание) // Роман-газета. — 2011. — № 10. — С. 1—80.
- Карпец В. И. Как музыка или чума: роман // Роман-газета. — 2013. — № 4. — С. 1—112.

## Публицистика
- Карпец В. И. Эллины и иудеи // Завтра. — № 36 (668). — 06.09.2006.
- Карпец В. И. Русский социальный консерватизм // «Консерватизм как принцип: от социальной идеи к философии русского общества», 02.10.2008
- Карпец В. И. «Товарищ волк» у стен Кремля// Завтра. — № 8 (849). — 24.02.2010.
- Карпец В. И. Социал-монархизм // Завтра. — № 14 (855). — 07.04.2010.
- Карпец В. И. Прецедент Потапова—Ленина // Завтра. — № 16 (857). — 21.04.2010.
- Карпец В. И. Монархисты, объединяйтесь! // Завтра. — № 9 (901). — 02.03.2011.
- Карпец В. И. Битва за историю (часть 1) // Завтра. — № 20 (912). — 18.05.2011.
- Карпец В. И. Битва за историю (часть 2) // Завтра. — № 21 (913). — 25.05.2011.
- Карпец В. И. Битва за историю (часть 3) // Завтра. — № 22 (914). — 01.06.2011.
- Карпец В. И. Битва за историю (часть 4) // Завтра. — № 23 (915). — 08.06.2011.
- Карпец В. И. Битва за историю (часть 5) // Завтра. — № 24 (916). — 15.06.2011.
- Карпец В. И. Битва за историю (часть 6) // Завтра. — № 25 (917). — 22.06.2011
- Карпец В. И. Битва за историю (часть 7) // Завтра. — № 26 (918). — 29.06.2011
- Карпец В. И. Битва за историю (часть 8) // Завтра. — № 27 (919). — 06.07.2011
- Карпец В. И. Битва за историю (часть 9) // Завтра. — № 28 (920). — 13.07.2011
- Карпец В. И. Битва за историю (часть 10) // Завтра. — № 29 (921). — 20.07.2011.
- Карпец В. И. Битва за историю (часть 11) // Завтра. — № 30 (922). — 27.07.2011.
- Карпец В. И. Битва за историю (часть 12) // Завтра. — № 31 (923). — 03.08.2011.
- Карпец В. И. Битва за историю (часть 13) // Завтра. — № 32 (924). — 10.08.2011.
- Карпец В. И. Битва за историю (часть 14) // Завтра. — № 33 (925). — 17.08.2011.
- Карпец В. И. Битва за историю (часть 15) // Завтра. — № 34 (926). — 24.08.2011.
- Карпец В. И. Битва за историю (часть 16) // Завтра. — № 36 (980). — 29.08.2012.
- Карпец В. И. Битва за историю (часть 17) // Завтра. — № 37 (981). — 05.09.2012.
- Карпец В. И. Битва за историю (часть 18) // Завтра. — № 38 (982). — 12.09.2012.
- Карпец В. И. Битва за историю (часть 19) // Завтра. — № 52 (926). — 28.12.2011.
- Карпец В. И. Битва за историю (часть 20) // Завтра. — № 42 (986). — 10.10.2012.
- Карпец В. И. Битва за историю (часть 21) // Завтра. — № 43 (987). — 17.10.2012.
- Карпец В. И. Битва за историю (часть 22) // Завтра. — № 44 (988). — 24.10.2012.
- Карпец В. И. Битва за историю (часть 23) // Завтра. — № 47 (991). — 14.11.2012.
- Карпец В. И. Битва за историю (часть 24) // Завтра. — № 48 (992). — 21.11.2012.
- Карпец В. И. Битва за историю (часть 25) // Завтра. — № 49 (993). — 28.11.2012.
- Карпец В. И. Битва за историю (часть 26) // Завтра. — № 51 (995). — 12.12.2012.
- Карпец В. И. Битва за историю (часть 27) // Завтра. — № 52 (996). — 19.12.2012.
- Карпец В. И. Битва за историю (часть 28) // Завтра. — № 53 (997). — 26.12.2012.
- Карпец В. И. Битва за историю (часть 29) // Завтра. — № 39 (1036). — 25.09.2013.
- Карпец В. И. Битва за историю (часть 30) // Завтра. — № 40 (1037). — 03.10.2013.
- Карпец В. И. Битва за историю (часть 31) // Завтра. — № 41 (1038). — 10.10.2013.
- Карпец В. И. Битва за историю (часть 32) // Завтра. — № 42 (1039). — 17.10.2013.
- Карпец В. И. Битва за историю (часть 33) // Завтра. — № 43 (1040). — 24.10.2013.
- Карпец В. И. Битва за историю (часть 34) // Завтра. — № 44 (1041). — 24.10.2013.
- Карпец В. И. Битва за историю (часть 35) // Завтра. — № 47 (1044). — 21.11.2013.
- Карпец В. И. Битва за историю (часть 36) // Завтра. — № 48 (1045). — 28.11.2013.
- Карпец В. И. Битва за историю (часть 37) // Завтра. — № 49 (1046). — 05.12.2013.
- Карпец В. И. Битва за историю (часть 38) // Завтра. — № 50 (1047). — 12.12.2013.
- Карпец В. И. Битва за историю (часть 39) // Завтра. — № 50 (1047). — 19.12.2013.
- Карпец В. И. Битва за историю (часть 40) // Завтра. — № 52 (1047). — 26.12.2013.
- Карпец В. И. Битва за историю (часть 41) // Завтра. — № 39 (1088). — 24.09.2014.
- Карпец В. И. Битва за историю (часть 42) // Завтра. — № 40 (1089). — 24.09.2014.
- Карпец В. И. Битва за историю (часть 43) // Завтра. — № 41 (1090). — 09.10.2014.
- Карпец В. И. Битва за историю (часть 44) // Завтра. — № 43 (1092). — 23.10.2014.
- Карпец В. И. Битва за историю (часть 45) // Завтра. — № 44 (1093). — 30.10.2014.
- Карпец В. И. Битва за историю (часть 46) // Завтра. — № 45 (1094). — 06.11.2014.
- Карпец В. И. Битва за историю (часть 47) // Завтра. — № 46 (1095). — 13.11.2014.
- Карпец В. И. Битва за историю (часть 48) // Завтра. — № 47 (1096). — 20.11.2014.
- Карпец В. И. Битва за историю (часть 49) // Завтра. — № 48 (1097). — 27.11.2014.
- Карпец В. И. Битва за историю (часть 50) // Завтра. — № 49 (1098). — 04.12.2014.
- Карпец В. И. Битва за историю (часть 51) // Завтра. — № 50 (1099). — 11.12.2014.
- Карпец В. И. Битва за историю (часть 52) // Завтра. — № 51 (1100). — 18.12.2014.
- Карпец В. И. Битва за историю (часть 53) // Завтра. — № 52 (1101). — 25.12.2014.
- Карпец В. И. Битва за историю (часть 54) // Завтра. — № 1 (1102). — 01.01.2015.
- Карпец В. И. Битва за историю (часть 55) // Завтра. — № 2 (1103). — 15.01.2015.
- Карпец В. И. Битва за историю (часть 56) // Завтра. — № 3 (1104). — 22.01.2015.
- Карпец В. И. Битва за историю (часть 57) // Завтра. — № 8 (1109). — 26.01.2015.
- Карпец В. И. Битва за историю (часть 58) // Завтра. — № 9 (1110). — 05.03.2015.
- Карпец В. И. Битва за историю (часть 59) // Завтра. — № 10 (1111). — 12.03.2015.
- Карпец В. И. Битва за историю (часть 60) // Завтра. — № 11 (1112). — 19.03.2015.
- Карпец В. И. Битва за историю (часть 61) // Завтра. — № 12 (1113). — 26.03.2015.
- Карпец В. И. Битва за историю (часть 62) // Завтра. — № 13 (1114). — 02.04.2015.
- Карпец В. И. Битва за историю (часть 63) // Завтра. — № 14 (1115). — 09.04.2015.
- Карпец В. И. Битва за историю (часть 64) // Завтра. — № 15 (1116). — 16.04.2015.
- Карпец В. И. Битва за историю (часть 65) // Завтра. — № 16 (1117). — 23.04.2015.
- Карпец В. И. Британская корона против Руси (часть 1) // Завтра. — № 35 (927). — 31.08.2011.
- Карпец В. И. Британская корона против Руси (часть 2) // Завтра. — № 36 (928). — 07.09.2011.
- Карпец В. И. Британская корона против Руси (часть 3) // Завтра. — № 38 (930). — 21.09.2011.
- Карпец В. И. Британская корона против Руси (часть 4) // Завтра. — № 39 (931). — 28.09.2011.
- Карпец В. И. Британская корона против Руси (часть 5) // Завтра. — № 40 (932). — 05.10.2011.
- Карпец В. И. Британская корона против Руси (часть 6) // Завтра. — № 41 (933). — 12.10.2011.
- Карпец В. И. Британская корона против Руси (часть 7) // Завтра. — № 43 (935). — 26.10.2011.
- Карпец В. И. Британская корона против Руси (часть 8) // Завтра. — № 44 (936). — 02.11.2011.
- Карпец В. И. Британская корона против Руси (часть 8) // Завтра. — № 45 (937). — 09.11.2011.
- Карпец В. И. Британская корона против Руси (часть 9) // Завтра. — № 46 (938). — 16.11.2011.
- Карпец В. И. Британская корона против Руси (часть 10) // Завтра. — № 46 (938). — 23.11.2011.
- Карпец В. И. Британская корона против Руси (часть 11) // Завтра. — № 46 (938). — 07.12.2011.
- Карпец В. И. Британская корона против Руси (часть 11) // Завтра. — № 50 (942). — 14.12.2011.
- Карпец В. И. Британская корона против Руси (часть 12) // Завтра. — № 50 (942). — 21.12.2011.
- Карпец В. И. Староверы // Завтра. — № 39 (983). — 19.09.2012.
- Карпец В. И. Осень галериста // Завтра. — № 39 (983). — 19.09.2012.
- Карпец В. И. Дворы и камни (из истории Единоверия и усилий по преодолению церковного раскола в XIX веке) // Завтра. — 17.11.2013.
- Карпец В. И. Задело! // Завтра. — № 43. — 23.10.2014.
- Карпец В. И. Волк-оперу // Завтра. — 17.11.2014.
- Карпец В. И. О «многомятежном человеческом хотении» // Завтра. — 21.03.2015.
- Карпец В. И. О «многомятежном человеческом хотении» (от февраля 1917 к апрелю 2015) // Завтра. — 31.03.2015.
- Карпец В. И. Ещё раз о социал-монархизме // Завтра. — 04.04.2015.

## Переводы
- Майер М. Убегающая Аталанта, или Новые Химич. Эмблемы, открыв. Тайны Естества / Пер. Г. Бутузов, В. И. Карпец. — М.: Энигма, 2004. — 400 с. — (Алый лев). — ISBN 5-94698-045-9.

## Составление и редакция
- Глинка Ф. Н. Сочинения / Сост., авт. послесл., с. 309-328, и коммент. В. И. Карпец. — М.: Советская Россия, 1986. — 350 с.
- Фулканелли. Философ. обители и связь герметич. символики с сакральн. искусств. и эзотерикой Велик. Делания / Пер. В. Каспаров; Ред. В. И. Карпец. — М.: Энигма, 2003. — 624 с. — (Алый лев). — ISBN 5-94698-033-5.
- де Гуайта С. Станислас Гуайта: Очерки о проклятых науках. У порога тайны. Храм Сатаны = Essais de sciences maudites. Au Seuil du Mystere. Le Serpent de la genese. Le Temple de Satan / Пер. В. Нугатов; Ред В. И. Карпец, И. Коршунов. — М.: Энигма, 2004. — 544 с. — ISBN 5-902753-01-5.

## Интервью
- Проханов А. А. Россия и монархия // Завтра. — 11.06.2008. — № 24 (760).